# Național TV
Național TV este un post de televiziune particulară comercială din România, înființată de frații Ioan și Viorel Micula pe 6 octombrie 2003, acționari principali în compania European Drinks. Prin intermediul rețelelor de cablu și a celor de satelit, Național TV poate fi urmărit și în Republica Moldova.
La data de 4 februarie 2019, Național TV a trecut complet la formatul 16:9. De asemenea, emisiunile 4:3 sunt difuzate cu două bare negre stânga și dreapta.
În anul 2024, Național TV 2 și Favorit TV 2 au primit licență și vor emite prin servicii de comunicații electronice. Grupul a anunțat că va investi în amenajarea un studio cu producții în format HD.

## Emisiuni
- Știrile National TV (2003-prezent)
- Albumul național
- Start Show România (2020-prezent)
- Iubire interzisă (2008-prezent)
- Specialiști în sănătate (2013-prezent)
- Tradiții de la bunica (2013-prezent)
- Fosta mea iubire (2011-prezent)